# جاستین ترانتر
جاستین ترانتر (انگلیسی: Justin Tranter؛ زادهٔ ۱۶ ژوئن ۱۹۸۰) یک موسیقی‌دان، ترانه‌سرا و طراح اهل ایالات متحده آمریکا است. وی از سال ۲۰۰۴ میلادی تاکنون مشغول فعالیت بوده‌است.